# Casa Fradera
La Casa Fradera és un edifici situat a la cantonada de la Rambla i el carrer Nou de la Rambla de Barcelona, catalogat com a bé cultural d'interès local.

## Història

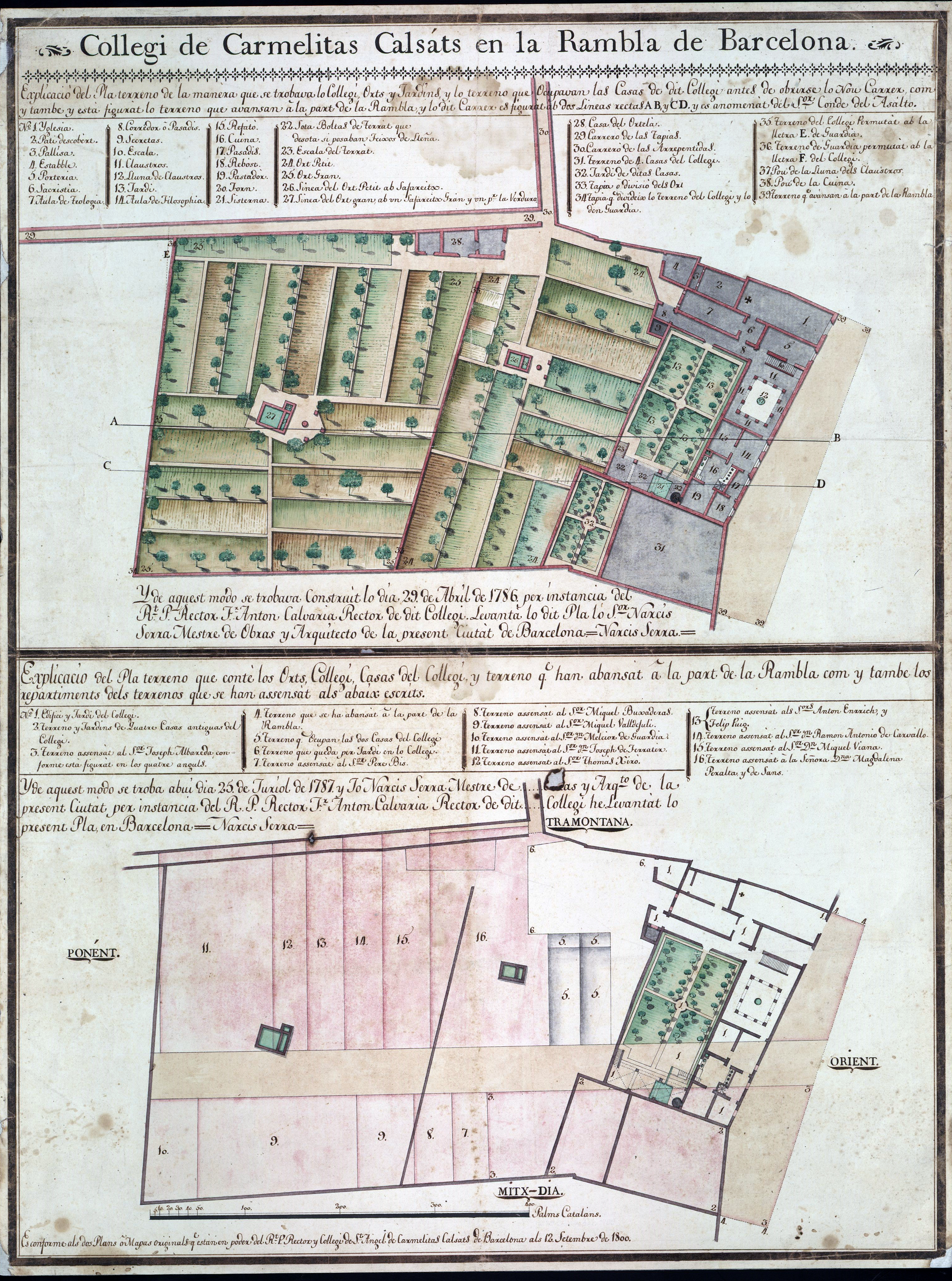
Plànol dels terrenys del col·legi de Sant Àngel (1786 i 1787)

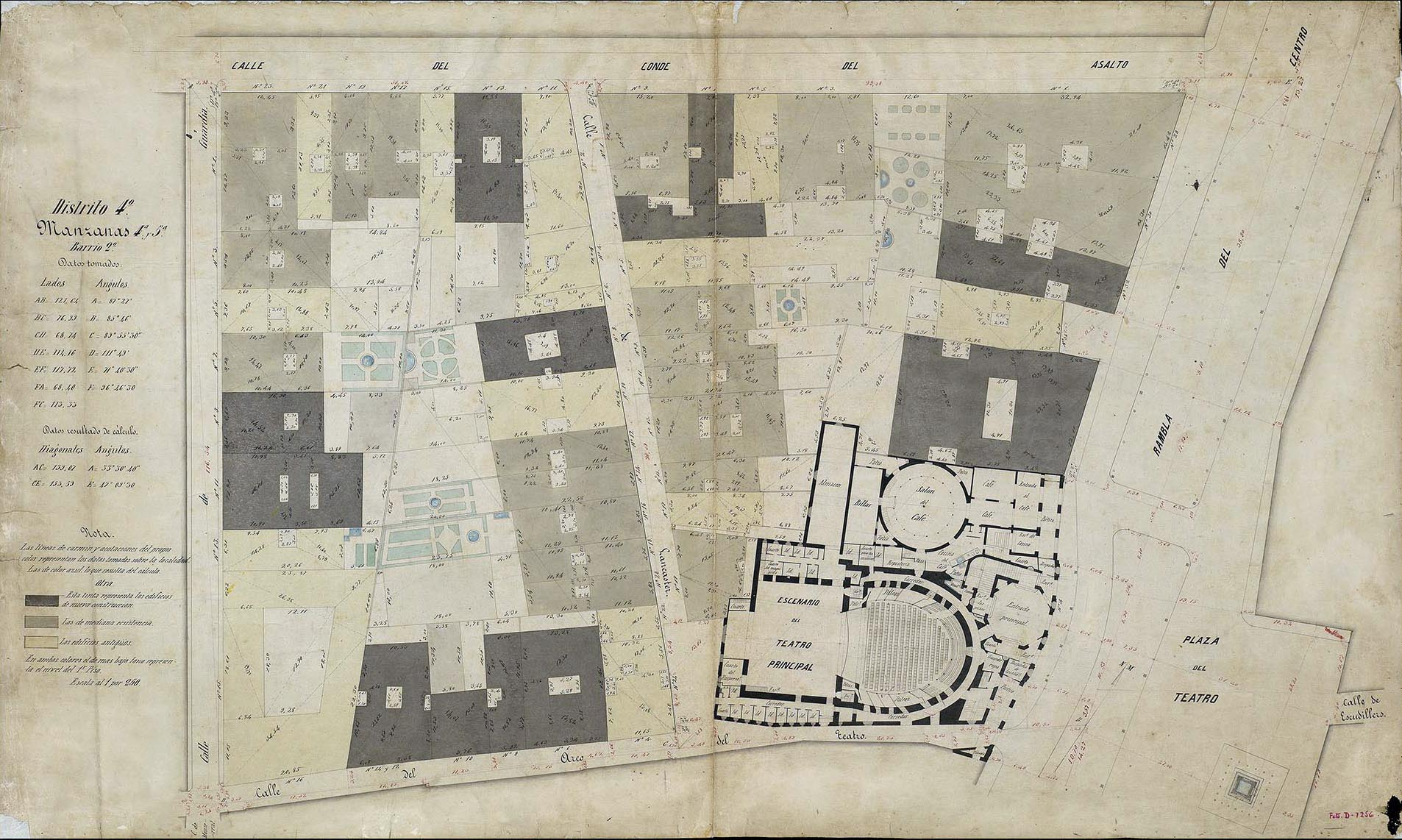
Quarteró núm. 87 de Garriga i Roca (c. 1860)

El 1786, els comerciants Josep Albareda i Joan Batlle van adquirir unes cases a la Rambla i una part de l'hort del Col·legi de Sant Àngel dels carmelites, afectat per l'obertura del carrer Nou de la Rambla, i les van reedificar segons les noves alineacions. Poc després, el 1790, es van dividir la propietat, quedant-se Albareda amb la part més propera al nou carrer, que incloïa un jardí. El 1794, després de la seva mort i per a poder pagar els deutes que havia deixat, el seu fill Josep Albareda i Escuder la va vendre al perpinyanès Melcior Lluís de Bon i de Margarit (1755-1838), marquès d'Aguilar i comte de Montagut, per poc més de 34.000 lliures. Aquest la va llogar, i el 1806 li deixava un benefici net de 865 duros.
El 1855, el seu net Jean-Aimar Delacroix de Bon va vendre la finca per 51.000 duros al comerciant Sebastià Aballí i Prats, que tot seguit va demanar permís per a reformar-ne els baixos, segons el projecte del mestre d'obres Pau Jambrú, i novament el 1858 per a reformar la botiga i instal·lar-hi un dipòsit d'oli.
El 1860, la propietat va ser adquirida pel quincaller Llorenç Fradera i Valls, que el 1864 també va adquirir als hereus de Ramon Martí i Balius un magatzem o cotxera al carrer Nou que havia estat adjudicat a Joan Batlle per 7.000 duros, i va demanar permís per a reformar-ne la façana segons el projecte del mestre d'obres Pere Casany, que a la mateixa època s'encarregà també de la casa veïna de la Rambla, propietat de Joan Güell i Ferrer. Posteriorment, una nova intervenció degué remodelar els baixos a base d'arcs de mig punt que integraren l'entresol, una solució similar a la que Casany adoptà per a la façana del jardí elevat, rematada amb una balustrada amb gerros per a plantes.
El març del 2022, la Diputació de Barcelona va anunciar l'adquisició d'aquest cos annex per a situar-hi dependències del veí Palau Güell.

## Descripció
Consta de planta baixa i tres pisos, amb tres finestres per pis a la façana principal, nou a la part lateral i tres més a la part posterior que dona a un jardí elevat. El pis principal té balcó corregut amb barana de forja, mentre que la resta de pisos s'obren a balcons individuals. Els dos primers pisos tenen les sobrellindes ornamentades amb relleus, alguns d'ells amb testes coronades, mentre que les finestres del pis superior estan presidides per frontons d'influència clàssica que s'alternen entre rebaixats o de volta rodona.